# THE シューティング
『THE シューティング』（ザ・シューティング）は、2000年8月3日に日本のディースリー・パブリッシャーから発売されたPlayStation用横スクロールシューティングゲーム。北米では『Shooter: Space Shot』のタイトルでA1 Gamesから発売された。
同社の『SIMPLE1500シリーズ』第35作目。テレビ朝日系バラエティ番組『D's Garage21』（1999年 - 2001年）にて一般公募されたゲーム企画の商品化第1作目であり、リアルタイムで難易度が変化することや、プレイ内容によって高得点が与えられるシステムが特徴となっている。
2010年にはPlayStation 3およびPlayStation Portable用ソフトとしてゲームアーカイブスにて配信された。

## 登場人物
クライパー・スピアーズ
- 声 - 長友貴道

SRSに所属するパイロット。主人公機の操縦手。戦闘機の色は青。常にサングラスをかけている。陽気な性格かつ冷静な性格でもあり、3人の中ではリーダー格を担っている。冷静な一方、理不尽なことに対してははっきりと怒りを表したりするため、熱い性格でもある。
ニーゴ・マクブライド
- 声 - 高木歩

SRSに所属するパイロット。戦闘機の色は赤色。3人の中ではメカニックエンジニアを兼ねる立ち位置であり、兵器やコンピュータに関して非常に詳しく、POSSを開発したのも彼女である。開発にあたっては自軍のデータベースを盗んで使用しており、クライパーに「自軍のハッキングするなよ」と突っ込まれている。女性的な見た目や声をしているが、ゲームに付属されている説明書には「少年」と紹介されているので、男性であると思われる。
ウォルス・ゴールドマン
- 声 - 小笠原幹夫

SRSに所属するパイロット、戦闘機の色は緑色。3人の中ではムードメーカー的な存在であり、クライパーと馬鹿話をしては爆笑したりと非常に陽気な性格。暑さには弱いらしく、暑さに晒れると語彙力が下がっておかしな行動をしたり、酷いとグロッキーになったりする。
POSS
- 声 - 桃井はるこ

ニーゴが開発したドローン。戦闘時の補助などをする。
マクブライド長官
- 声 - 佐野清彦

SRSの長官であり、ニーゴの父親でもある。
共和国軍幹部
- 声 - 大蔵弘治、松本ゆきえ、栗木正伸

## 移植版
| No. | 発売日        | 対応機種                                                 | タイトル                                     | 開発元                    | 発売元                       | メディア                            | 型式 | 備考 | 出典              |
| --- | ------------- | -------------------------------------------------------- | -------------------------------------------- | ------------------------- | ---------------------------- | ----------------------------------- | ---- | ---- | ----------------- |
| 1   | 2010年3月24日 | PlayStation 3 PlayStation Portable (PlayStation Network) | SIMPLE1500シリーズ Vol.35 THE シューティング | C.I.I. サイバードリームス | ディースリー・パブリッシャー | ダウンロード （ゲームアーカイブス） | -    |      | [ 1 ] [ 2 ] [ 3 ] |

## スタッフ
- プログラム：中島正豊（サイバードリームズ）、百崎正彦 (C.I.I.)
- グラフィック：福地亮介 (C.I.I.)、長谷川英司
- サウンド、シナリオ：待山佳成 (C.I.I.)
- レコーディング・エンジニア：松林利広（日本工学院専門学校）、片野博之（オフィスGON）
- レコーディング・アシスタント：江畑昌寛、高田咲子
- 録音協力：日本工学院専門学校

- 企画、ゲーム・ディレクション：C.I.I.
- プロデューサー：岡島信幸
- 制作アシスタント：字原直似
- 宣伝広報：高木伸也、佐藤美也子
- 営業販促：小島義
- 協力：松木靖則、なんちゃん

- アドバイザー：井上晃子（テレビ朝日ミュージック）
- シリーズ・コーディネーター：北本コスモ
- スペシャル・アドバイザー：和田博文（サイバードリームズ）
- スーパーバイザー：高橋裕一（テレビ朝日ミュージック）
- 機材協力：アートウェア株式会社
- スペシャル・サンクス：大沢知巳、清田愛未、小山健次、塚本尊久、桃山学、勝又教男、小山敬治、佐藤永、増田雅人、横山誠

- エグゼクティブ・プロデューサー：伊藤裕二

## 評価
ゲーム誌『ファミ通』の「クロスレビュー」では、4名のレビュアーからそれぞれ5・6・6・5の得点が与えられ、合計22点（満40点）となった。レビュアーからはゲームシステムに関して可もなく不可もないといった意見が多く賛否両論となっており、水ピンは基本システムが古典的であると指摘した上で、「ていねいに作られているのは好感。要素の多さにより攻略の幅が広がっているものの、どれも中途半端でまとまりに欠ける感じ」と否定的に評価、カエル大宮は単純なシステムながら「トライするほどパターンが認識でき、それをクリアーにつなげる単純な喜び」があるとして肯定的に評価、戦闘員まるこは「ひと昔まえのシューティングって感じの作り」と指摘した上で、「ボスが妙に強かったり弱かったりするのは気になった」と否定的に評価、あらじ谷塚も同様にひと昔前の作風であるとした上で、「自機の動きが重たく感じられるのが個人的には苦手」と否定的に評価した。また、CGムービーに関しては否定的な意見が挙げられており、水ピンは「キャラが立っていておもしろい」と一定の評価はしたものの「プレイするたびに見ると飽きる」と述べており、大宮は「ムービーで世界観を演出しているが、この際必要なし」と両者ともに否定的に評価した。